# 伊良子清白
伊良子 清白（いらこ せいはく、1877年（明治10年）10月4日 - 1946年（昭和21年）1月10日）は、日本の詩人。本名、暉造（てるぞう）。もともと筆名を「すずしろのや」と称し、後に清白と改めた。
医業のかたわら詩を書き、詩集『孔雀船』を出版し河井醉茗、横瀬夜雨と並ぶ文庫派の代表的詩人。

## 経歴
鳥取県八上郡曳田村大字曳田（八頭郡を経て、現在は鳥取市河原町曳田）に、伊良子政治とツネの長男として出生。父政治は医師で、郡家町大門の医師だった岡田道叔の次男だが、1875年（明治8年）7月に曳田村にいた伊良子春郊の長女つねと結婚し、伊良子の姓を名乗った。母つねは、清白が生まれて満1歳にもならない、1878年（明治11年）9月5日に死去した。
1899年京都府医学校（現：京都府立医科大学）卒業。1900年上京。東京日本赤十字病院に勤務する。1902年、東京外国語学校ドイツ語科に入学、1903年、退学。いちじ、『明星』編集に参加した。
1906年に唯一の詩集『孔雀船』を刊行、浜田（島根県）、大分、台湾（1918年帰国）、京都を経て、1922年（大正11年）三重県志摩郡鳥羽町小浜（現・鳥羽市小浜町）で医院開業した。鳥羽に定住以降は詩作を再開し、岩田準一の兄・宮瀬規矩が主宰する『白鳥』に短歌を投稿したほか、同誌で指導者・選者を務めた。
1945年（昭和20年）に戦火を避けるため三重県度会郡七保村打見（現・度会郡大紀町打見）に疎開。翌1946年（昭和21年）1月10日、同地で往診に向かう途中脳溢血で倒れ、別の医者の手当てを受けた後に戸板に乗せられ自宅へ運ばれている時に死去した。戒名は雲乗院諦翁観山居士。
1980年（昭和55年）生地であり、名作「漂泊」の舞台である曳田の正法寺境内に、同作の第4連を山本嘉将が筆にした詩碑が建立された。

## 文献
詩集
- 『孔雀船』（初刊・左久良書房、1906年／梓書房、1929年）
- 『孔雀船』（岩波文庫、初版1938年、復刊2004年ほか／ワイド版岩波文庫、1993年）
- 『伊良子清白蒐遺詩集』（山路峰男編著、伊勢志摩文学館、2003年5月）

全集
- 『伊良子清白全集』（全2巻、平出隆編、岩波書店、2003年6月）

伝記
- 平出隆『伊良子清白』（新潮社、2003年10月）- 「月光抄」「日光抄」の2分冊

## 史料

### 伊良子清白詩碑

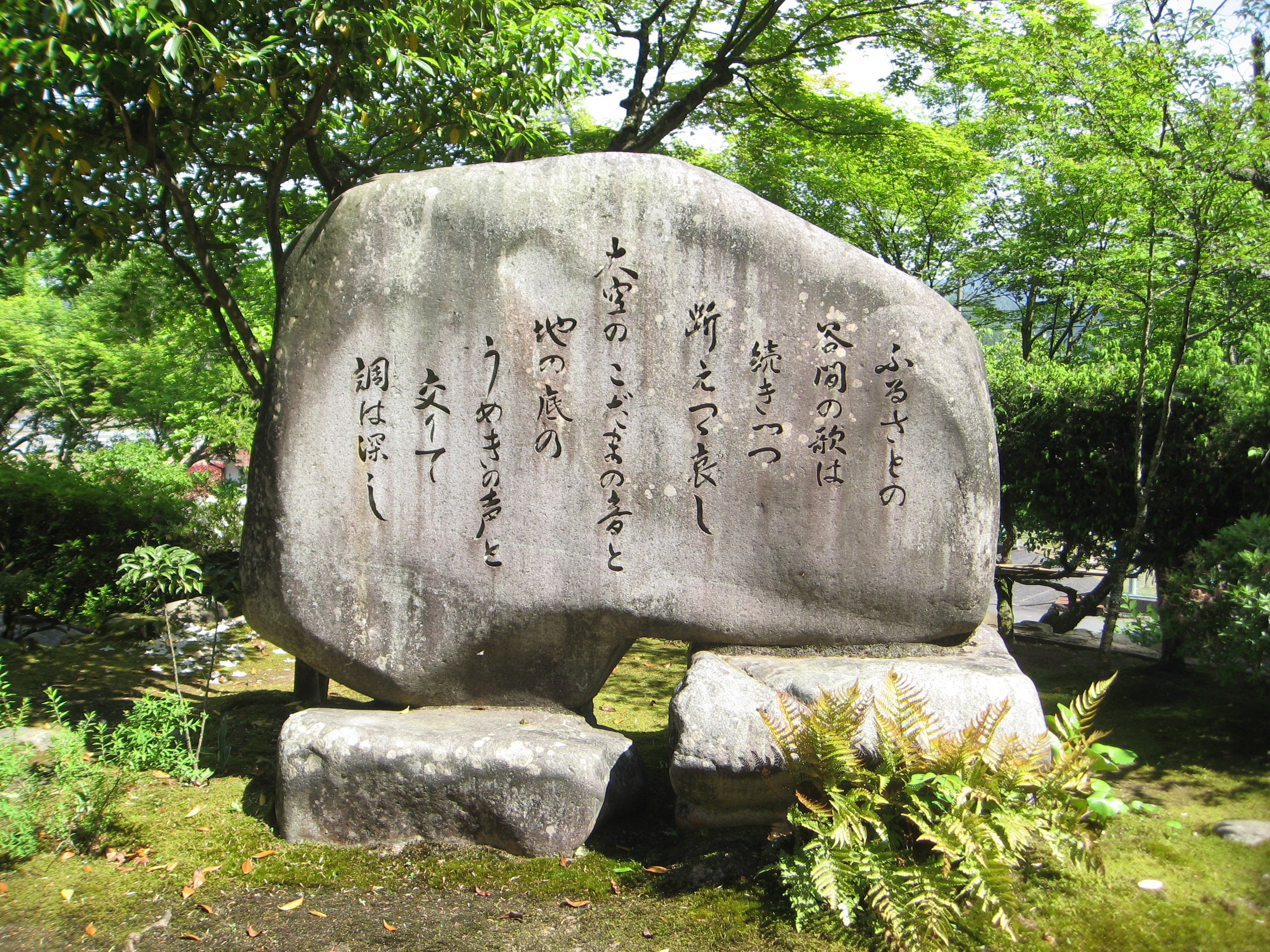
伊良子清白の詩碑（正法寺）

- 鳥取県八頭郡河原町曳田「正法寺」
ふるさとの谷間の歌は
続きつゝ断えつゝ哀し
大空のこだまの音と
地の底のうめきの声と
交りて調は深し
- 三重県鳥羽市小浜町城山
水底の泥を逆上げ
かきにごす海の病
そゝり立つ波の大鋸
過げとこそ船をまつらめ
- 三重県度会郡大紀町打見
今朝立ちいでて宮川の
水のほとりに佇むに
流れて落つる河浪の
石に轟き瀬に叫び
岸の木魂（こだま）を伴いて
秋の悲曲を奏しけり

### 伊良子清白の家

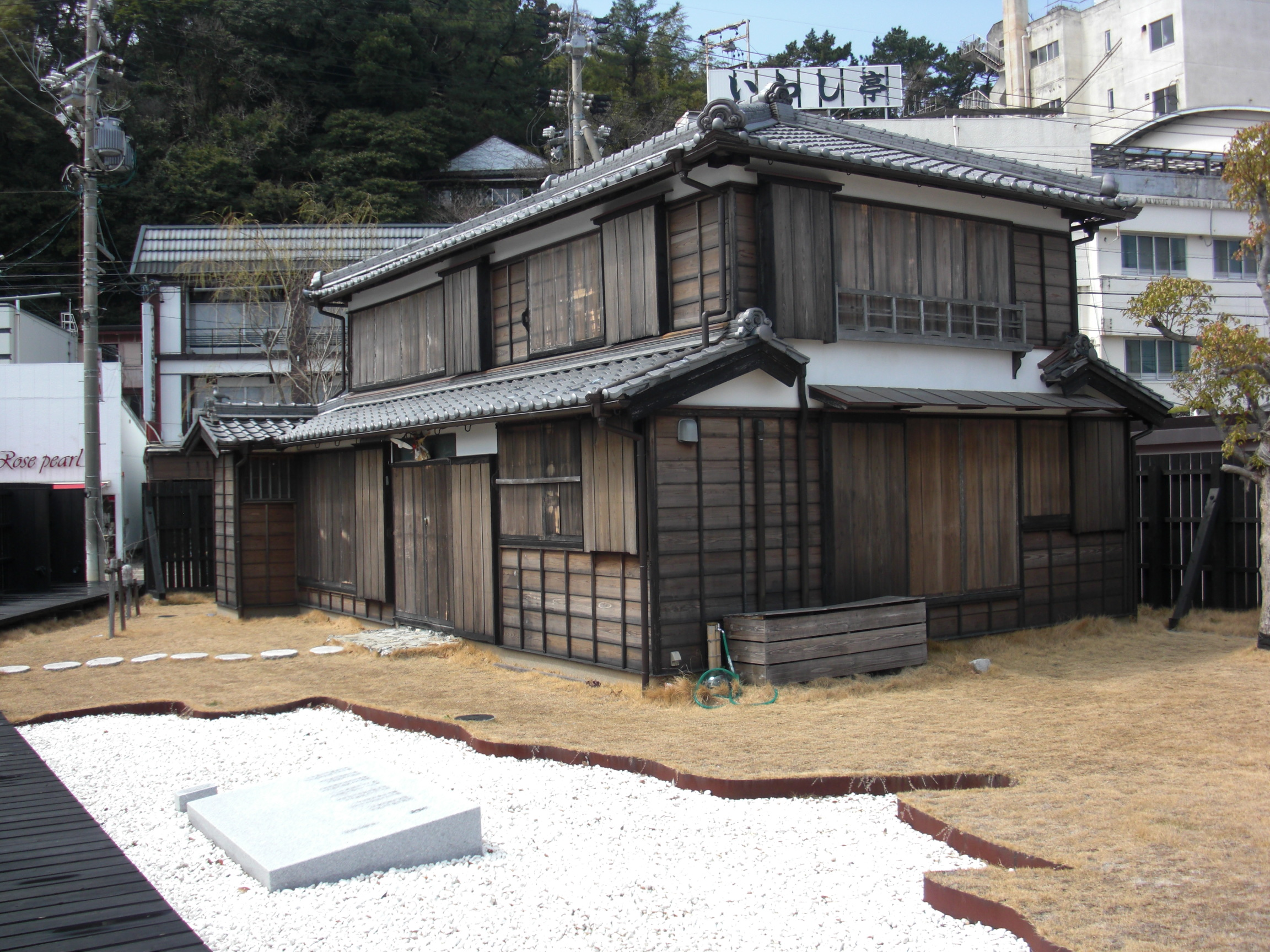
伊良子清白の家

清白が鳥羽で医師を開業していた頃に診療所兼住居としていた家が「伊良子清白の家」として三重県鳥羽市鳥羽一丁目の赤福鳥羽支店の隣に移築され、一般公開されている。この家は1979年（昭和54年）に鳥羽市小浜町から多気郡大台町に移築されたが、2009年（平成21年）に再び鳥羽の地へ戻った。